# Brotherella curvirostris
Brotherella curvirostris là một loài Rêu trong họ Sematophyllaceae. Loài này được (Schwägr.) M. Fleisch. mô tả khoa học đầu tiên năm 1914.